# Gedenkmedaille zur Einheit Italiens

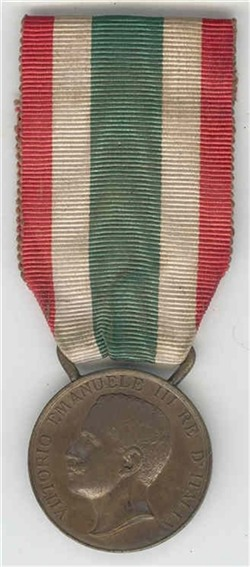
Avers der Medaille in der Form von 1922

Die Gedenkmedaille zur Einheit Italiens (italienisch Medaglia commemorativa dell’Unità d'Italia) war eine Auszeichnung des Königreichs Italien und wurde erstmals am 26. April 1883 per Dekret 1294/83 durch Umberto I. in einer Stufe gestiftet. Am 19. Januar 1922 wurde die Medaille neu aufgelegt und konnte ab diesem Zeitpunkt auch an die Inhaber der Erinnerungsmedaille an den italienisch-österreichischen Krieg verliehen werden. Die letzte Neuauflage der Medaille erfolgte am 18. August 1940. Sie sah vor, dass die Medaille nun auch an die Teilnehmer des Marsches auf Rom verliehen werden konnte.

## Aussehen (1883)
Die runde silberne Medaille mit einem Durchmesser von 32 mm zeigt auf ihrem Avers das rechts  blickende Bildnis des Vaters von Umberto I., Vittorio Emanuele II. mit der Umschrift VITTORIO EMANUELE II RE D'ITALIA. Das Revers der Medaille zeigt innerhalb eines Lorbeerkranzes die dreizeilige Inschrift UNITÀ / D'ITALIA / 1848-1870 (Einheit Italiens 1848-1870).

## Aussehen (1922)
Die nun bronzene Medaille zeigt auf ihrem Avers das nach rechts  blickende Bildnis des Vittorio Emanuele III. mit seiner Titelumschrift VITTORIO EMANUELE III RE D'ITALIA. Das Revers der Medaille zeigt innerhalb eines Lorbeerkranzes die dreizeilige Inschrift UNITÀ / D'ITALIA / 1848-1918 (Einheit Italiens 1848-1918).

## Aussehen (1940)
Die bronzierte Medaille ist auf dem Avers weiterhin identisch mit ihrem Vorgänger, zeigt jedoch auf ihrer Rückseite nun die berichtigte dreizeilige Inschrift UNITÀ / D'ITALIA / 1848-1922 (Einheit Italiens 1848-1922).

## Trageweise
Getragen wurden alle Medaillentypen an der linken oberen Brustseite des Beliehenen an einem 33 mm breiten Bande im Verhältnis Rot (4,5 mm) – Weiß (6 mm) – Grün (12 mm) – Weiß (6 mm) – Rot (4,5 mm).